# Heteromesus frigidus
Heteromesus frigidus är en kräftdjursart som beskrevs av Hansen 1916. Heteromesus frigidus ingår i släktet Heteromesus och familjen Ischnomesidae. Inga underarter finns listade i Catalogue of Life.